# Connaissance située
La connaissance située (ou savoir situé) est une notion conceptualisée par la biologiste et philosophe féministe Donna Haraway en 1988 en réaction contre la conception dominante de l'objectivité scientifique selon laquelle le savant pourrait « tout voir de nulle part », et en réaction contre le relativisme qui ruine les prétentions de l'objectivité en mettant à égalité toutes les opinions. La connaissance située suppose de s'interroger sur la position du sujet producteur de la connaissance, sur les limites de sa vision, sur les relations de pouvoir dans lesquelles il s'inscrit. C'est en prenant conscience de la situation du savant et du « lieu d'où il parle » que l'on a des chances d'atteindre une plus grande objectivité. 
Donna Haraway a forgé l'expression « savoirs situés » dans un essai de 1988 intitulé Situated Knowledges: The Science Question in Feminism and The Privilege of Partial Perspective (Savoirs situés : la question de la science dans le féminisme et le privilège de la perspective partielle).

## Opposition à l'objectivité scientifique traditionnelle

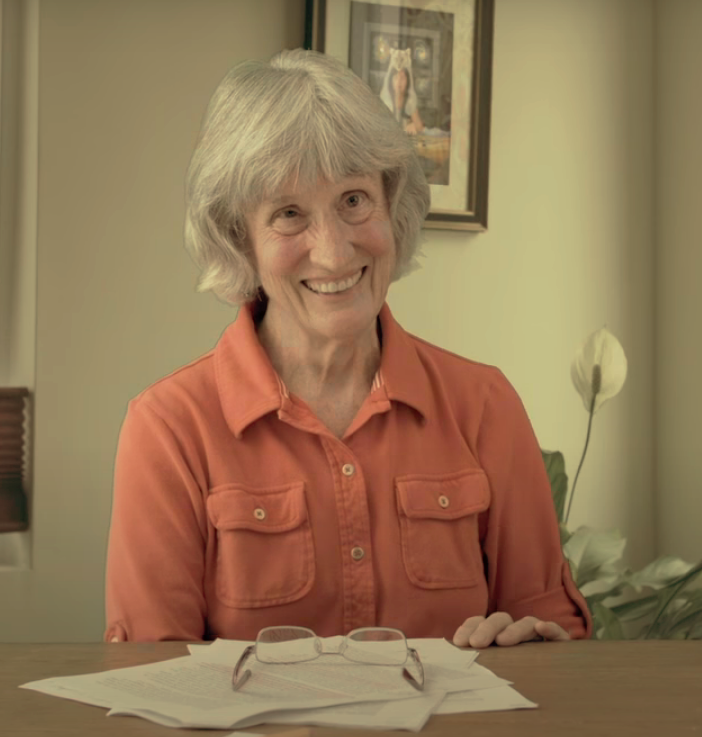
La biologiste et philosophe Donna Haraway, qui a conceptualisé la notion de connaissance située

La connaissance scientifique se prévaut habituellement du fait qu'elle rend compte de la réalité de manière objective, indépendamment de la situation et des circonstances dans lesquelles le savoir a été produit ; ainsi selon cette conception positiviste, la loi universelle de la gravitation par exemple pourrait être dissociée du contexte historique et géographique de sa découverte. C'est seulement quand des connaissances se révèlent inexactes ou deviennent obsolètes que l'on recherche dans les moyens techniques insuffisants ou dans l'idéologie de l'époque des explications de l'erreur scientifique. Selon la théorie de la connaissance située, même les connaissances les plus valables dépendent en réalité de moyens matériels, conceptuels, sociaux, particuliers et partiels.
Donna Haraway prend la suite de courants (l'épistémologie féministe, la sociologie des sciences) qui avaient remis en question l'objectivité, perspective qui constitue, selon ces courants, un instrument de pouvoir, et dont la neutralité n'est qu'apparente,. L'objectivité se veut une vision désintéressée, « d'en haut, de nulle part », capable de rendre compte de tout ; ses prétentions universalisantes cachent en réalité une situation spécifique, « masculine, blanche, hétérosexuelle, humaine ». Donna Haraway appelle « le tour de passe-passe divin », ou « le truc du dieu », « the god trick », cette affirmation d'une vision totale qui nie son caractère partiel, et délégitime ainsi les autres positions, jugées subjectives et trop limitées.

## Opposition au relativisme
Haraway décrit le relativisme comme la position d'un producteur du savoir qui prétend « être nulle part tout en prétendant être partout également ». Ce savant qui refuse d'être situé, et qui considère tous les points de vue divergents comme également valables, ne peut prétendre accéder à une connaissance plus objective. 
La connaissance située apparaît comme une alternative à l'opposition dualiste entre l'objectivité scientifique et le relativisme. 
Haraway écrit : « Nous pensons que les connaissances situées sont un “outil fort” qui préserve les prétentions à l'objectivité, sans effectuer “le tour de passe-passe divin”. La connaissance située suppose d'être bien conscient de la manière dont les points de vue sont construits et de leur contingence, mais elle n'accepte pas pour autant l'idée selon laquelle le savoir ne serait qu'une question d'opinion ».

## La perspective partielle

### Critique du regard de l'observateur invisible
Donna Haraway analyse l'image de la vision qui sous-tend la conception conventionnelle de l'objectivité ; la vision en surplomb du savant objectif apparaît comme « un regard conquérant venu de nulle part ». L'observateur « neutre » se définit par le fait qu'il voit mieux que d'autres, plus loin ; mais il se rend lui-même invisible ; ainsi selon D. Haraway « il représente tout en échappant à la représentation ». Cet observateur est désincarné, il n'a pas de corps ; mais il décrit et mesure les corps des autres. Donna Haraway perçoit dans le « tour de passe-passe divin » un procédé qui « éloigne le sujet connaissant de tout le monde dans le but d'exercer un pouvoir sans entraves ».

### La vision partielle d'un observateur incarné
La perspective partielle implique que l'observateur, abandonnant la vision d'en haut, s'interroge sur sa position et se dise : comment regarder ? De quel lieu ? Quelles sont les limites de mon point de vue ? Avec qui regarder ? Quelles œillères empêchent de voir ? Quels sens peut-on mobiliser autres que la vue ? Alors que l'on pourrait croire que la perspective privilégiée est celle qui est omnisciente, et qui voit tout, Donna Haraway affirme au contraire, de manière paradoxale, que « seule une perspective partielle promet une vision objective »,.
La vision partielle est incarnée, engageant un corps, située dans un lieu précis, elle se sait incomplète, elle a conscience de procéder à une organisation de la réalité et à un découpage particulier. Elle est attentive aux relations de domination qui interviennent dans ce découpage. Ainsi la perspective partielle engage la responsabilité du sujet producteur du savoir. Donna Haraway est sensible à la part de violence dans les pratiques de visualisation ; en regardant le monde pour le décrire il faut, dit-elle, se poser cette question : « Avec le sang de qui mes yeux ont-ils été façonnés ? ».

## La perspective privilégiée des groupes assujettis
Les positions des groupes minorisés, assujettis, sont déterminées par le genre, la racisation, l'appartenance à la classe sociale, à un peuple etc.. Elles produisent des savoirs « dominés» (« subjugated knowledges ») considérés habituellement comme de valeur inférieure, qu'il serait possible d'ignorer sans dommage. Or Donna Haraway affirme tout au contraire que les perspectives partielles des assujettis disposent d'un privilège épistémologique par rapport à la perspective prétendument impartiale du discours scientifique dominant. 

### Justifications de ce privilège
La principale raison de la supériorité (en termes d'intérêt épistémologique) des perspectives partielles des minorisés est que ces assujettis, du fait de leur position, ont plus d'esprit critique. D'une part, leur vision « d'en bas » les amène à déconstruire les discours totalisateurs, faussement universalistes ; comme « ils en connaissent un bout, écrit D. Haraway, sur les modes de déni par refoulement, oubli et actes d’escamotage – moyens d’être nulle part tout en prétendant tout voir –, les assujettis ont une bonne chance d’éventer le "tour de passe-passe divin" et toutes ses illuminations éblouissantes»,. D'autre part, leur marginalisation épistémique les rend en principe plus conscients du caractère interprétatif de tout savoir, y compris le leur, et moins enclins à refuser la remise en question de certains de leurs postulats,,. Les points de vue « opprimés » sont ainsi privilégiés parce qu’ils offrent une plus grande garantie d'objectivité,.

### Limites de ce privilège
Il y a un risque que le savant assujetti devienne prisonnier de sa perspective partielle et dise « je suis X, donc je peux parler de X ». Pour Donna Haraway, s'enfermer dans son point de vue, comme un groupe opprimé peut être tenté de le faire, et méconnaitre son point de vue (s'imaginer qu'il n'existe pas), tentation inverse à laquelle peut céder un groupe dominant, ces deux attitudes de déni, quoique opposées, sont équivalentes. Dans les deux cas, le sujet producteur du savoir oublie d'interroger sa position, il est irresponsable dans son acte de description du réel. La philosophe  associe la connaissance située à l'exigence d'un «engagement pour un positionnement mobile ».

## Moyens de concilier perspectives partielles et objectivité forte
Les savoirs situés sont quelquefois dévalués parce que considérés comme subjectifs. Sandra Harding a beaucoup œuvré pour défendre l'idée d'une objectivité forte des connaissances situées ; deux principes fondamentaux devraient selon cette philosophe permettre de construire un savoir objectif : 
- le principe de réflexivité, en vertu duquel les savants analysent leur propre positionnement à l'égard de leur objet[6] ; ils admettent que leur position doit être expliquée et contextualisée, qu'elle ne va pas de soi[8].
- le principe de la multiplication des points de vue au sein des milieux scientifiques[9] ; la diversité des groupes sociaux qui participent à la production de la connaissance est un moyen de battre en brèche « l’universalisation de considérations propres aux groupes dominants, rendue possible par une communauté scientifique trop homogène »[8]. Plus les savants viennent d'horizons sociaux différents, plus les perspectives scientifiques qu'ils adoptent ont de chances d'être variées ; l'objectivité de la science s'en trouve mieux assurée[10].

L’objectivité forte dépend d'une réflexion critique qui se déploie dans deux directions : l'autoanalyse critique de leur positionnement de la part des scientifiques ;  la critique des biais qui affectent le discours scientifique dominant, rendue possible par la multiplication des points de vue exprimés.

## Différence entre théorie du point de vue et connaissance située
Donna Haraway partage avec les théories du point de vue  l'intérêt porté au sujet producteur de la connaissance, et non pas seulement à l'objet de la connaissance. 
Donna Haraway est proche plus particulièrement du féminisme du point de vue : son texte sur la connaissance située a paru dans la revue Feminist Studies ; elle a joué un rôle central dans les « Études scientifiques féministes ». Mais alors que le féminisme du point de vue postule une homogénéité du point de vue des femmes, Donna Haraway prête une plus grande attention dans son travail conceptuel aux femmes racisées et aux minorités sexuelles, qui ne doivent pas selon elle être « assujetties à un autre rapport de domination de la part des femmes blanches hétérosexuelles qui parleraient selon le point de vue des femmes en général ». Elle a repris des apports théoriques du féminisme noir, comme ceux de Patricia Hill Collins. La connaissance située a contribué en retour à fonder théoriquement des recherches qui prennent en compte l'expérience de l'oppression de femmes noires, ainsi que des recherches féministes islamiques qui veulent « décoloniser le féminisme occidental », et qui affirment la possibilité de poser dans des termes spécifiques la question de l'égalité des sexes. Donna Haraway a ainsi proposé la connaissance située comme une alternative à une théorisation féministe plus conventionnelle qui pensait pouvoir parler au nom de « toutes les femmes ».
D. Haraway se distingue de manière générale des épistémologies du point de vue, selon Charis M. Thompson, par l'accent qu'elle met sur le privilège des perspectives partielles, et une plus grande vigilance méthodologique concernant les perspectives privilégiées des groupes assujettis. Haraway met ainsi en garde contre l'idéalisation de la position du sujet opprimé ; elle y décèle le risque d'une homogénéisation de la position des assujettis, qui ne constitue pas selon elle la bonne réponse à « la violence des épistémologies dominantes ». Elle insiste donc sur l'examen critique de ces positionnements, examen nécessaire pour qu'ils conservent leur privilège  épistémologique. Charis M. Thompson juge la connaissance située « plus dynamique et hybride que d’autres épistémologies qui prennent au sérieux la position du sujet connaissant ».